# 정부 형태별 나라 목록
다음은 정부 형태, 의회 제도, 중앙 정부와 지방 정부 간의 관계 등에 따른 나라 목록이다.

국가별 정부 형태
— 대통령제
— 공화제하의 의원내각제
— 군주제하의 의원내각제(군주에게 실권이 거의 없음)
— 군주제하의 의원내각제(군주에게 상당한 실권이 있음)
— 이원집정부제
— 이원집정부제는 아닌, 대통령제와 내각제의 절충형
— 전제군주국
— 일당제 사회주의

현재의 연방제 국가

현재의 단방제 국가

청색: 양원제 국가
연두색: 단원제 국가이나 자문 기관을 가지고 있는 국가
주황색: 단원제 국가
검은색: 입법부가 없는 국가

## 나라 목록
※ 파란색으로 칠해진 나라는 영국 연방 왕국 회원국이다.
| 국명                  | 정식 명칭                           | 군주/공화   | 정부 형태    | 단방/연방 | 의회 제도 |
| --------------------- | ----------------------------------- | ----------- | ------------ | --------- | --------- |
| 가나                  | 가나 공화국                         | 공화제      | 대통령제     | 단방제    | 단원제    |
| 가봉                  | 가봉 공화국                         | 공화제      | 대통령제     | 단방제    | 양원제    |
| 가이아나              | 가이아나 협동 공화국                | 공화제      | 대통령제     | 단방제    | 단원제    |
| 감비아                | 감비아 공화국                       | 공화제      | 대통령제     | 단방제    | 단원제    |
| 과테말라              | 과테말라 공화국                     | 공화제      | 대통령제     | 단방제    | 단원제    |
| 그레나다              | 그레나다                            | 입헌 군주제 | 의원 내각제  | 단방제    | 양원제    |
| 그리스                | 그리스 공화국                       | 공화제      | 의원 내각제  | 단방제    | 단원제    |
| 기니                  | 기니 공화국                         | 공화제      | 대통령제     | 단방제    | 단원제    |
| 기니비사우            | 기니비사우 공화국                   | 공화제      | 이원집정부제 | 단방제    | 단원제    |
| 나미비아              | 나미비아 공화국                     | 공화제      | 이원집정부제 | 단방제    | 양원제    |
| 나우루                | 나우루 공화국                       | 공화제      | 준대통령제   | 단방제    | 단원제    |
| 나이지리아            | 나이지리아 연방 공화국              | 공화제      | 대통령제     | 연방제    | 양원제    |
| 남수단                | 남수단 공화국                       | 공화제      | 대통령제     | 연방제    | 양원제    |
| 남아프리카 공화국     | 남아프리카 공화국                   | 공화제      | 준대통령제   | 단방제    | 양원제    |
| 남오세티야            | 남오세티야 공화국                   | 공화제      | 이원집정부제 | 미확인    | 미확인    |
| 네덜란드              | 네덜란드 왕국                       | 입헌 군주제 | 의원 내각제  | 단방제    | 양원제    |
| 네팔                  | 네팔 연방 민주 공화국               | 공화제      | 의원 내각제  | 연방제    | 양원제    |
| 노르웨이              | 노르웨이 왕국                       | 입헌 군주제 | 의원 내각제  | 단방제    | 단원제    |
| 뉴질랜드              | 뉴질랜드                            | 입헌 군주제 | 의원 내각제  | 단방제    | 단원제    |
| 니제르                | 니제르 공화국                       | 공화제      | 이원집정부제 | 단방제    | 단원제    |
| 니카라과              | 니카라과 공화국                     | 공화제      | 대통령제     | 단방제    | 단원제    |
| 한국                  | 대한민국                            | 공화제      | 대통령제     | 단방제    | 단원제    |
| 덴마크                | 덴마크 왕국                         | 입헌 군주제 | 의원 내각제  | 단방제    | 단원제    |
| 도미니카 공화국       | 도미니카 공화국                     | 공화제      | 대통령제     | 단방제    | 양원제    |
| 도미니카 연방         | 도미니카 연방                       | 공화제      | 의원 내각제  | 단방제    | 단원제    |
| 독일                  | 독일 연방 공화국                    | 공화제      | 의원 내각제  | 연방제    | 양원제    |
| 동티모르              | 동티모르 민주 공화국                | 공화제      | 이원집정부제 | 단방제    | 단원제    |
| 라오스                | 라오 인민 민주 공화국               | 공화제      | 일당 체제    | 단방제    | 단원제    |
| 라이베리아            | 라이베리아 공화국                   | 공화제      | 대통령제     | 단방제    | 양원제    |
| 라트비아              | 라트비아 공화국                     | 공화제      | 의원 내각제  | 단방제    | 단원제    |
| 러시아                | 러시아 연방                         | 공화제      | 이원집정부제 | 연방제    | 양원제    |
| 레바논                | 레바논 공화국                       | 공화제      | 의원 내각제  | 단방제    | 단원제    |
| 레소토                | 레소토 왕국                         | 입헌 군주제 | 의원 내각제  | 단방제    | 양원제    |
| 루마니아              | 루마니아                            | 공화제      | 이원집정부제 | 단방제    | 양원제    |
| 룩셈부르크            | 룩셈부르크 대공국                   | 입헌 군주제 | 의원 내각제  | 단방제    | 단원제    |
| 르완다                | 르완다 공화국                       | 공화제      | 대통령제     | 단방제    | 양원제    |
| 리비아                | 리비아                              | 공화제      | 미확인       | 단방제    | 양원제    |
| 리투아니아            | 리투아니아 공화국                   | 공화제      | 이원집정부제 | 단방제    | 단원제    |
| 리히텐슈타인          | 리히텐슈타인 공국                   | 입헌 군주제 | 의원 내각제  | 단방제    | 단원제    |
| 마다가스카르          | 마다가스카르 공화국                 | 공화제      | 이원집정부제 | 단방제    | 양원제    |
| 마셜 제도             | 마셜 제도 공화국                    | 공화제      | 준대통령제   | 단방제    | 단원제    |
| 말라위                | 말라위 공화국                       | 공화제      | 대통령제     | 단방제    | 단원제    |
| 말레이시아            | 말레이시아                          | 입헌 군주제 | 의원 내각제  | 연방제    | 양원제    |
| 말리                  | 말리 공화국                         | 공화제      | 이원집정부제 | 단방제    | 단원제    |
| 멕시코                | 멕시코 합중국                       | 공화제      | 대통령제     | 연방제    | 양원제    |
| 모나코                | 모나코 공국                         | 입헌 군주제 | 의원 내각제  | 단방제    | 단원제    |
| 모로코                | 모로코 왕국                         | 입헌 군주제 | 의원 내각제  | 단방제    | 양원제    |
| 모리셔스              | 모리셔스 공화국                     | 공화제      | 의원 내각제  | 단방제    | 단원제    |
| 모리타니              | 모리타니 이슬람 공화국              | 공화제      | 이원집정부제 | 단방제    | 양원제    |
| 모잠비크              | 모잠비크 공화국                     | 공화제      | 이원집정부제 | 단방제    | 단원제    |
| 몬테네그로            | 몬테네그로                          | 공화제      | 의원 내각제  | 단방제    | 단원제    |
| 몰도바                | 몰도바 공화국                       | 공화제      | 의원 내각제  | 단방제    | 단원제    |
| 몰디브                | 몰디브 디베히 공화국                | 공화제      | 대통령제     | 단방제    | 단원제    |
| 몰타                  | 몰타 공화국                         | 공화제      | 의원 내각제  | 단방제    | 단원제    |
| 몽골                  | 몽골국                              | 공화제      | 이원집정부제 | 단방제    | 단원제    |
| 미국                  | 아메리카 합중국                     | 공화제      | 대통령제     | 연방제    | 양원제    |
| 미얀마                | 미얀마 연방 공화국                  | 공화제      | 준대통령제   | 단방제    | 양원제    |
| 미크로네시아 연방     | 미크로네시아 연방                   | 공화제      | 준대통령제   | 연방제    | 단원제    |
| 바누아투              | 바누아투 공화국                     | 공화제      | 의원 내각제  | 단방제    | 단원제    |
| 바레인                | 바레인 왕국                         | 입헌 군주제 | 의원 내각제  | 단방제    | 양원제    |
| 바베이도스            | 바베이도스 공화국                   | 공화제      | 의원 내각제  | 단방제    | 양원제    |
| 바티칸 시국           | 바티칸 시국                         | 절대 군주제 | 전제 군주제  | 단방제    | 의회×     |
| 바하마                | 바하마 연방                         | 입헌 군주제 | 의원 내각제  | 단방제    | 양원제    |
| 방글라데시            | 방글라데시 인민 공화국              | 공화제      | 의원 내각제  | 단방제    | 단원제    |
| 베냉                  | 베냉 공화국                         | 공화제      | 대통령제     | 단방제    | 단원제    |
| 베네수엘라            | 베네수엘라 볼리바르 공화국          | 공화제      | 대통령제     | 연방제    | 단원제    |
| 베트남                | 베트남 사회주의 공화국              | 공화제      | 일당 체제    | 단방제    | 단원제    |
| 벨기에                | 벨기에 왕국                         | 입헌 군주제 | 의원 내각제  | 연방제    | 양원제    |
| 벨라루스              | 벨라루스 공화국                     | 공화제      | 대통령제     | 단방제    | 양원제    |
| 벨리즈                | 벨리즈                              | 입헌 군주제 | 의원 내각제  | 단방제    | 양원제    |
| 보스니아 헤르체고비나 | 보스니아 헤르체고비나               | 공화제      | 의원 내각제  | 연방제    | 양원제    |
| 보츠와나              | 보츠와나 공화국                     | 공화제      | 준대통령제   | 단방제    | 단원제    |
| 볼리비아              | 볼리비아 다민족국                   | 공화제      | 대통령제     | 단방제    | 양원제    |
| 부룬디                | 부룬디 공화국                       | 공화제      | 대통령제     | 단방제    | 양원제    |
| 부르키나파소          | 부르키나파소                        | 공화제      | 이원집정부제 | 단방제    | 단원제    |
| 부탄                  | 부탄 왕국                           | 입헌 군주제 | 의원 내각제  | 단방제    | 양원제    |
| 북마케도니아          | 북마케도니아 공화국                 | 공화제      | 의원 내각제  | 단방제    | 단원제    |
| 북키프로스            | 북키프로스 튀르크 공화국            | 공화제      | 이원집정부제 | 단방제    | 미확인    |
| 북한                  | 조선 민주주의 인민 공화국           | 공화제      | 일당 체제    | 단방제    | 단원제    |
| 불가리아              | 불가리아 공화국                     | 공화제      | 의원 내각제  | 단방제    | 단원제    |
| 브라질                | 브라질 연방 공화국                  | 공화제      | 대통령제     | 연방제    | 양원제    |
| 브루나이              | 브루나이 다루살람국                 | 절대 군주제 | 전제 군주제  | 단방제    | 단원제    |
| 사모아                | 사모아 독립국                       | 공화제      | 의원 내각제  | 단방제    | 단원제    |
| 사우디아라비아        | 사우디아라비아 왕국                 | 절대 군주제 | 전제 군주제  | 단방제    | 의회×     |
| 산마리노              | 산마리노 공화국                     | 공화제      | 준대통령제   | 단방제    | 단원제    |
| 상투메 프린시페       | 상투메 프린시페 민주 공화국         | 공화제      | 이원집정부제 | 단방제    | 단원제    |
| 서사하라              | 사하라 아랍 민주 공화국             | 공화제      | 일당 체제    | 미확인    | 단원제    |
| 세네갈                | 세네갈 공화국                       | 공화제      | 이원집정부제 | 단방제    | 단원제    |
| 세르비아              | 세르비아 공화국                     | 공화제      | 의원 내각제  | 단방제    | 단원제    |
| 세이셸                | 세이셸 공화국                       | 공화제      | 대통령제     | 단방제    | 단원제    |
| 세인트루시아          | 세인트루시아                        | 입헌 군주제 | 의원 내각제  | 단방제    | 양원제    |
| 세인트빈센트 그레나딘 | 세인트빈센트 그레나딘               | 입헌 군주제 | 의원 내각제  | 단방제    | 단원제    |
| 세인트키츠 네비스     | 세인트키츠 네비스 연방              | 입헌 군주제 | 의원 내각제  | 연방제    | 단원제    |
| 소말리아              | 소말리아 연방 공화국                | 공화제      | 의원 내각제  | 연방제    | 양원제    |
| 소말릴란드            | 소말릴란드 공화국                   | 공화제      | 대통령제     | 미확인    | 미확인    |
| 솔로몬 제도           | 솔로몬 제도                         | 입헌 군주제 | 의원 내각제  | 단방제    | 단원제    |
| 수단                  | 수단 공화국                         | 공화제      | 대통령제     | 연방제    | 양원제    |
| 수리남                | 수리남 공화국                       | 공화제      | 준대통령제   | 단방제    | 단원제    |
| 스리랑카              | 스리랑카 민주 사회주의 공화국       | 공화제      | 이원집정부제 | 단방제    | 단원제    |
| 스웨덴                | 스웨덴 왕국                         | 입헌 군주제 | 의원 내각제  | 단방제    | 단원제    |
| 스위스                | 스위스 연방                         | 공화제      | 준대통령제   | 연방제    | 양원제    |
| 스페인                | 스페인 왕국                         | 입헌 군주제 | 의원 내각제  | 단방제    | 양원제    |
| 슬로바키아            | 슬로바키아 공화국                   | 공화제      | 의원 내각제  | 단방제    | 단원제    |
| 슬로베니아            | 슬로베니아 공화국                   | 공화제      | 의원 내각제  | 단방제    | 양원제    |
| 시리아                | 시리아 아랍 공화국                  | 공화제      | 이원집정부제 | 단방제    | 단원제    |
| 시에라리온            | 시에라리온 공화국                   | 공화제      | 대통령제     | 단방제    | 단원제    |
| 싱가포르              | 싱가포르 공화국                     | 공화제      | 의원 내각제  | 단방제    | 단원제    |
| 아랍에미리트          | 아랍 토후국 연방                    | 절대 군주제 | 전제 군주제  | 연방제    | 단원제    |
| 아르메니아            | 아르메니아 공화국                   | 공화제      | 의원 내각제  | 단방제    | 단원제    |
| 아르차흐 공화국       | 아르차흐 공화국                     | 공화제      | 대통령제     | 미확인    | 미확인    |
| 아르헨티나            | 아르헨티나 공화국                   | 공화제      | 대통령제     | 연방제    | 양원제    |
| 아이슬란드            | 아이슬란드 공화국                   | 공화제      | 의원 내각제  | 단방제    | 단원제    |
| 아이티                | 아이티 공화국                       | 공화제      | 이원집정부제 | 단방제    | 양원제    |
| 아일랜드              | 아일랜드 공화국                     | 공화제      | 의원 내각제  | 단방제    | 양원제    |
| 아제르바이잔          | 아제르바이잔 공화국                 | 공화제      | 이원집정부제 | 단방제    | 단원제    |
| 아프가니스탄          | 아프가니스탄 이슬람 공화국          | 공화제      | 대통령제     | 단방제    | 양원제    |
| 안도라                | 안도라 공국                         | 입헌 군주제 | 의원 내각제  | 단방제    | 단원제    |
| 알바니아              | 알바니아 공화국                     | 공화제      | 의원 내각제  | 단방제    | 단원제    |
| 알제리                | 알제리 인민 민주 공화국             | 공화제      | 이원집정부제 | 단방제    | 양원제    |
| 압하지야              | 압하지야 공화국                     | 공화제      | 의원 내각제  | 단방제    | 미확인    |
| 앙골라                | 앙골라 공화국                       | 공화제      | 대통령제     | 단방제    | 단원제    |
| 앤티가 바부다         | 앤티가 바부다                       | 입헌 군주제 | 의원 내각제  | 단방제    | 양원제    |
| 에리트레아            | 에리트레아국                        | 공화제      | 일당 체제    | 단방제    | 단원제    |
| 에스와티니            | 에스와티니 왕국                     | 절대 군주제 | 전제 군주제  | 단방제    | 양원제    |
| 에스토니아            | 에스토니아 공화국                   | 공화제      | 의원 내각제  | 단방제    | 단원제    |
| 에콰도르              | 에콰도르 공화국                     | 공화제      | 대통령제     | 단방제    | 단원제    |
| 에티오피아            | 에티오피아 연방 민주 공화국         | 공화제      | 의원 내각제  | 연방제    | 양원제    |
| 엘살바도르            | 엘살바도르 공화국                   | 공화제      | 대통령제     | 단방제    | 단원제    |
| 영국                  | 그레이트브리튼 북아일랜드 연합 왕국 | 입헌 군주제 | 의원 내각제  | 단방제    | 양원제    |
| 예멘                  | 예멘 공화국                         | 공화제      | 미확인       | 단방제    | 단원제    |
| 오만                  | 오만 술탄국                         | 절대 군주제 | 전제 군주제  | 단방제    | 양원제    |
| 오스트레일리아        | 오스트레일리아 연방                 | 입헌 군주제 | 의원 내각제  | 연방제    | 양원제    |
| 오스트리아            | 오스트리아 공화국                   | 공화제      | 의원 내각제  | 연방제    | 양원제    |
| 온두라스              | 온두라스 공화국                     | 공화제      | 대통령제     | 단방제    | 단원제    |
| 요르단                | 요르단 하심 왕국                    | 입헌 군주제 | 의원 내각제  | 단방제    | 양원제    |
| 우간다                | 우간다 공화국                       | 공화제      | 대통령제     | 단방제    | 단원제    |
| 우루과이              | 우루과이 동방 공화국                | 공화제      | 대통령제     | 단방제    | 양원제    |
| 우즈베키스탄          | 우즈베키스탄 공화국                 | 공화제      | 대통령제     | 단방제    | 양원제    |
| 우크라이나            | 우크라이나                          | 공화제      | 이원집정부제 | 단방제    | 단원제    |
| 이라크                | 이라크 공화국                       | 공화제      | 의원 내각제  | 연방제    | 단원제    |
| 이란                  | 이란 이슬람 공화국                  | 공화제      | 대통령제     | 단방제    | 단원제    |
| 이스라엘              | 이스라엘 공화국                     | 공화제      | 의원 내각제  | 단방제    | 단원제    |
| 이집트                | 이집트 아랍 공화국                  | 공화제      | 이원집정부제 | 단방제    | 단원제    |
| 이탈리아              | 이탈리아 공화국                     | 공화제      | 의원 내각제  | 단방제    | 양원제    |
| 인도                  | 인도 공화국                         | 공화제      | 의원 내각제  | 연방제    | 양원제    |
| 인도네시아            | 인도네시아 공화국                   | 공화제      | 대통령제     | 단방제    | 양원제    |
| 일본                  | 일본국                              | 입헌 군주제 | 의원 내각제  | 단방제    | 양원제    |
| 자메이카              | 자메이카                            | 입헌 군주제 | 의원 내각제  | 단방제    | 양원제    |
| 잠비아                | 잠비아 공화국                       | 공화제      | 대통령제     | 단방제    | 단원제    |
| 적도 기니             | 적도 기니 공화국                    | 공화제      | 대통령제     | 단방제    | 양원제    |
| 조지아                | 조지아                              | 공화제      | 의원 내각제  | 단방제    | 단원제    |
| 중국                  | 중화 인민 공화국                    | 공화제      | 일당 체제    | 단방제    | 단원제    |
| 중앙아프리카 공화국   | 중앙아프리카 공화국                 | 공화제      | 대통령제     | 단방제    | 단원제    |
| 지부티                | 지부티 공화국                       | 공화제      | 대통령제     | 단방제    | 단원제    |
| 짐바브웨              | 짐바브웨 공화국                     | 공화제      | 대통령제     | 단방제    | 양원제    |
| 차드                  | 차드 공화국                         | 공화제      | 대통령제     | 단방제    | 단원제    |
| 체코                  | 체코 공화국                         | 공화제      | 의원 내각제  | 단방제    | 양원제    |
| 칠레                  | 칠레 공화국                         | 공화제      | 대통령제     | 단방제    | 양원제    |
| 카메룬                | 카메룬 공화국                       | 공화제      | 대통령제     | 단방제    | 단원제    |
| 카보베르데            | 카보베르데 공화국                   | 공화제      | 이원집정부제 | 단방제    | 단원제    |
| 카자흐스탄            | 카자흐스탄 공화국                   | 공화제      | 대통령제     | 단방제    | 양원제    |
| 카타르                | 카타르국                            | 절대 군주제 | 전제 군주제  | 단방제    | 의회×     |
| 캄보디아              | 캄보디아 왕국                       | 입헌 군주제 | 의원 내각제  | 단방제    | 양원제    |
| 캐나다                | 캐나다                              | 입헌 군주제 | 의원 내각제  | 연방제    | 양원제    |
| 케냐                  | 케냐 공화국                         | 공화제      | 대통령제     | 단방제    | 양원제    |
| 코모로                | 코모로 연방                         | 공화제      | 대통령제     | 연방제    | 단원제    |
| 코소보                | 코소보 공화국                       | 공화제      | 의원 내각제  | 단방제    | 단원제    |
| 코스타리카            | 코스타리카 공화국                   | 공화제      | 대통령제     | 단방제    | 단원제    |
| 코트디부아르          | 코트디부아르 공화국                 | 공화제      | 대통령제     | 단방제    | 단원제    |
| 콜롬비아              | 콜롬비아 공화국                     | 공화제      | 대통령제     | 단방제    | 양원제    |
| 콩고 공화국           | 콩고 공화국                         | 공화제      | 이원집정부제 | 단방제    | 양원제    |
| 콩고 민주 공화국      | 콩고 민주 공화국                    | 공화제      | 이원집정부제 | 단방제    | 양원제    |
| 쿠바                  | 쿠바 공화국                         | 공화제      | 일당 체제    | 단방제    | 단원제    |
| 쿠웨이트              | 쿠웨이트국                          | 입헌 군주제 | 의원 내각제  | 단방제    | 단원제    |
| 크로아티아            | 크로아티아 공화국                   | 공화제      | 의원 내각제  | 단방제    | 단원제    |
| 키르기스스탄          | 키르기스 공화국                     | 공화제      | 대통령제     | 단방제    | 단원제    |
| 키리바시              | 키리바시 공화국                     | 공화제      | 준대통령제   | 단방제    | 단원제    |
| 키프로스              | 키프로스 공화국                     | 공화제      | 대통령제     | 단방제    | 단원제    |
| 타이완                | 중화민국                            | 공화제      | 이원집정부제 | 단방제    | 단원제    |
| 타지키스탄            | 타지키스탄 공화국                   | 공화제      | 대통령제     | 단방제    | 양원제    |
| 탄자니아              | 탄자니아 연합 공화국                | 공화제      | 대통령제     | 단방제    | 단원제    |
| 태국                  | 타이 왕국                           | 입헌 군주제 | 의원 내각제  | 단방제    | 양원제    |
| 튀르키예              | 터키 공화국                         | 공화제      | 대통령제     | 단방제    | 단원제    |
| 토고                  | 토고 공화국                         | 공화제      | 대통령제     | 단방제    | 단원제    |
| 통가                  | 통가 왕국                           | 입헌 군주제 | 의원 내각제  | 단방제    | 단원제    |
| 투르크메니스탄        | 투르크메니스탄                      | 공화제      | 대통령제     | 단방제    | 단원제    |
| 투발루                | 투발루                              | 입헌 군주제 | 의원 내각제  | 단방제    | 단원제    |
| 튀니지                | 튀니지 공화국                       | 공화제      | 이원집정부제 | 단방제    | 단원제    |
| 트란스니스트리아      | 트란스니스트리아 몰도바 공화국      | 공화제      | 대통령제     | 미확인    | 미확인    |
| 트리니다드 토바고     | 트리나다드 토바고 공화국            | 공화제      | 의원 내각제  | 단방제    | 양원제    |
| 파나마                | 파나마 공화국                       | 공화제      | 대통령제     | 단방제    | 단원제    |
| 파라과이              | 파라과이 공화국                     | 공화제      | 대통령제     | 단방제    | 양원제    |
| 파키스탄              | 파키스탄 이슬람 공화국              | 공화제      | 의원 내각제  | 연방제    | 양원제    |
| 파푸아뉴기니          | 파푸아뉴기니 독립국                 | 입헌 군주제 | 의원 내각제  | 단방제    | 단원제    |
| 팔라우                | 팔라우 공화국                       | 공화제      | 대통령제     | 단방제    | 양원제    |
| 팔레스타인            | 팔레스타인국                        | 공화제      | 이원집정부제 | 단방제    | 단원제    |
| 페루                  | 페루 공화국                         | 공화제      | 대통령제     | 단방제    | 단원제    |
| 포르투갈              | 포르투갈 공화국                     | 공화제      | 이원집정부제 | 단방제    | 단원제    |
| 폴란드                | 폴란드 공화국                       | 공화제      | 의원 내각제  | 단방제    | 양원제    |
| 프랑스                | 프랑스 공화국                       | 공화제      | 이원집정부제 | 단방제    | 양원제    |
| 피지                  | 피지 공화국                         | 공화제      | 의원 내각제  | 단방제    | 단원제    |
| 핀란드                | 핀란드 공화국                       | 공화제      | 의원 내각제  | 단방제    | 단원제    |
| 필리핀                | 필리핀 공화국                       | 공화제      | 대통령제     | 단방제    | 양원제    |
| 헝가리                | 헝가리                              | 공화제      | 의원 내각제  | 단방제    | 단원제    |

## 같이 보기
- 정부 형태
- 대통령제
- 의원 내각제
- 이원집정부제
- 의회 제도
- 연방제/단방제
- 양원제/단원제
- 군주제/공화제
- 영국 연방 왕국